# Theodor Rittler
Theodor Rittler (* 14. Dezember 1876 in Wien, Österreich-Ungarn; † 4. März 1967 in Innsbruck) war ein österreichischer Strafrechtler.

## Leben
Theodor Rittler studierte ab 1895 Rechts- und Staatswissenschaft an der Universität Wien (bei Heinrich Lammasch, Ludwig Mitteis, Leopold Pfaff, Carl Stooss) sowie an der Universität Berlin (bei Franz von Liszt). Seit dem Studium gehörte er dem Oberösterreichisch-akademischen Verein Germania Wien (seit 1907 Landsmannschaft, seit 1923 Akademische Burschenschaft Oberösterreicher Germanen) an. 1900 trat er in den Gerichtsdienst ein. 1901 wurde er in Berlin promoviert. Von 1902 bis 1912 arbeitete Rittler im k.k. Justizministerium; er war Schriftführer der Kommission für ein modernisiertes Strafgesetzbuch (Hoegel-Entwurf). 1908 wurde er an der Universität Wien für Strafrecht und Strafprozessrecht habilitiert. Zum 1. Oktober 1912 wurde Rittler als ordentlicher Professor der Rechte an die Universität Innsbruck berufen. 1924 war er Rektor der Universität. 1952 wurde er emeritiert. 1954 war Rittler Mitglied der Gesetzeskommission zur Reform des österreichischen Strafrechts. Er war Mitglied der Kaiserlichen Akademie der Wissenschaften in Wien.
Rittler war Alter Herr der Akademischen Burschenschaft Oberösterreicher Germanen in Wien. Nachdem er den jüdischen Studenten Philipp Halsmann, der als Vatermörder angeklagt war, vor Gericht und in der Presse vertrat, kam es zu studentischen Protesten gegen Rittler. Nach der Intervention Innsbrucker Burschenschafter in Wien wurde Rittler von seiner Burschenschaft ausgeschlossen.
Rittler war ein Vertreter der objektiven Verbrechenslehre (dagegen subjektive Sicht von Ferdinand Kadecka und Friedrich Nowakowski).
Rittler propagierte nach 1945 ein rechtstheoretisches Fundament zum Rückwirkungsverbot bei Kriegsverbrechergesetz und Verbotsgesetz, weshalb viele NS-Verbrechen ungesühnt blieben. Sein Gegenspieler Wilhelm Malaniuk dagegen versuchte, bis zu seinem Tod erfolgreich, die Verbrechen im bzw. des NS-Staates juristisch streng aufzuarbeiten: „Denn dabei handelt es sich um strafbare Handlungen, welche die Gesetze der Menschlichkeit so gröblich verletzen, dass solchen Rechtsbrechern kein Anspruch auf die Garantiefunktion des Tatbestandes zukommt“.

## Auszeichnungen
- 1947: Dr. rer. pol. h. c. der Universität Innsbruck
- 1957: Ehrenring der Stadt Innsbruck[6]
- 1957: Ehrensenator der Universität Innsbruck[7]
- 1959: Österreichisches Ehrenzeichen für Wissenschaft und Kunst

## Schriften (Auswahl)
- Fragestellung, Wahrspruch und Urteil nach österreichischem Strafprozessrecht untersucht. In: Wolfgang Mittermaier, Moritz Liepmann (Hrsg.): Schwurgerichte und Schöffengerichte: Beiträge zu ihrer Kenntnis und Beurteilung. Band 1, Winter, Heidelberg 1908, S. 458–620 (Habilitationsschrift, Universität Wien, 1908).
- Heinrich Lammasch: Grundriß des österreichischen Strafrechts. 5. Auflage. Neu bearbeitet von Theodor Rittler. Österreichische Staatsdruckerei, Wien 1926.
- Lehrbuch des österreichischen Strafrechts. 2 Bände. Österreichische Staatsdruckerei, Wien 1933/38; 2., neubearbeitete Auflage: Springer, Wien 1954/62.